# Gyula Košice
Gyula Košice, né Fernando Fallik le 24 avril 1924 à Košice et mort le 25 mai 2016 à Buenos Aires, est un artiste argentin d'origine hongroise, pionnier du light art, de l'art optique et de l'art cinétique.

## Œuvre
Cofondateur du mouvement Madí avec Carmelo Arden-Quin et Rhod Rothfuss, c’est en 1946 le premier artiste mondial à utiliser des tubes fluorescents dans ses œuvres.

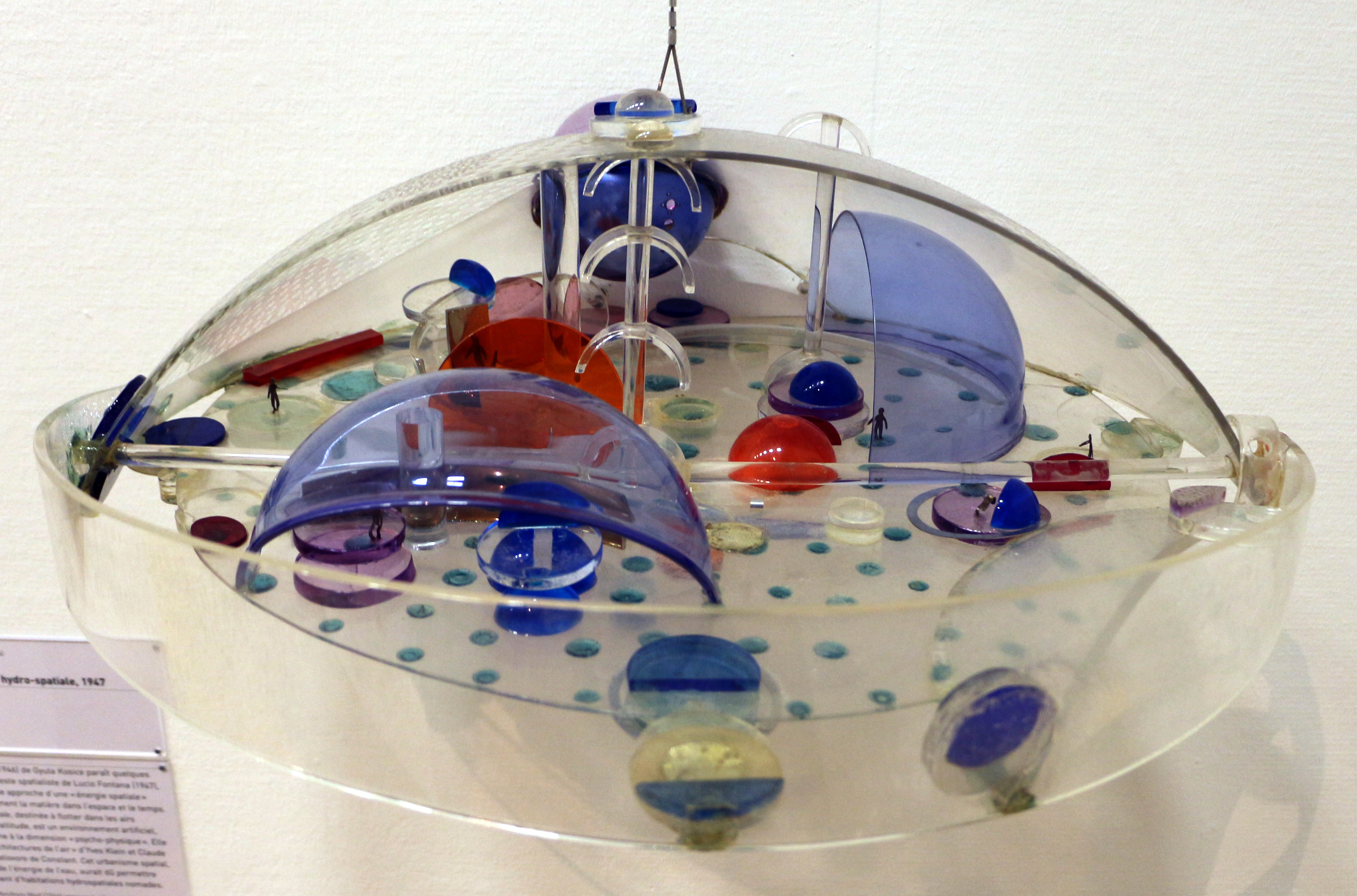
Maquette de 1947 pour la Ville hydrospatiale conservée au Centre Pompidou.

À partir de 1948 (Une goutte d'eau bercée à pleine vitesse), il réalise des sculptures mêlant eau, plastique, lumière et mouvement. Son principal projet est l'ensemble des maquettes composant la Ville hydrospatiale, développée entre 1946 et 1972 et conservée principalement au Musée des Beaux-Arts de Houston.
Il est également bien représenté au Museo Košice de Buenos Aires et au Centre Pompidou de Paris, qui consacra une salle entière à son œuvre dans le cadre de l'accrochage « Modernités plurielles » de 2013 à 2015. Camille Morineau publia un catalogue à cette occasion.